# Casarano Calcio 1996-1997
Questa pagina raccoglie le informazioni riguardanti il Casarano Calcio nelle competizioni ufficiali della stagione 1996-1997.

## Rosa
| N. |                   | Ruolo | Calciatore          |
| -- | ----------------- | ----- | ------------------- |
|    | Italia (bandiera) | C     | Stefano Archetti    |
|    | Italia (bandiera) | A     | Antonio Bernardi    |
|    | Italia (bandiera) | D     | Antonio Calabro     |
|    | Italia (bandiera) | C     | Roberto Chiappara   |
|    | Italia (bandiera) | D     | Andrea Citterio     |
|    | Italia (bandiera) | A     | Luigi Corvo         |
|    | Italia (bandiera) | P     | Nello Cusin         |
|    | Italia (bandiera) | C     | Roberto D'Aversa    |
|    | Italia (bandiera) | A     | Ciro De Cesare      |
|    | Italia (bandiera) | C     | Antonio Foschini    |
|    | Italia (bandiera) | C     | Vito Grieco         |
|    | Italia (bandiera) | D     | Vincenzo Lambertini |
|    | Italia (bandiera) | D     | Flavio Leo          |
|    | Italia (bandiera) | P     | Alessandro Leopizzi |
|    | Italia (bandiera) | D     | Nicola Losacco      |
|    | Italia (bandiera) | A     | Massimo Manca       |

| N. |                   | Ruolo | Calciatore               |
| -- | ----------------- | ----- | ------------------------ |
|    | Italia (bandiera) | A     | Fabrizio Miccoli         |
|    | Italia (bandiera) | P     | Massimiliano Mugnai      |
|    | Italia (bandiera) | C     | Giuliano Nichil          |
|    | Italia (bandiera) | D     | Salvatore Antonio Nobile |
|    | Italia (bandiera) | A     | Roberto Pasca            |
|    | Italia (bandiera) | D     | Teodoro Piccinno         |
|    | Italia (bandiera) | D     | Luca Pierotti            |
|    | Italia (bandiera) | C     | Giovanni Pittalis        |
|    | Italia (bandiera) | C     | Raffaele Quaranta (I)    |
|    | Italia (bandiera) | D     | Pietro Sportillo         |
|    | Italia (bandiera) | C     | Stefano Tagliani         |
|    | Italia (bandiera) |       | Toscano                  |
|    | Italia (bandiera) | D     | Danilo Vitali            |
|    | Italia (bandiera) | C     | Renato Voglino           |
|    | Italia (bandiera) | C     | Claudio Zaminga          |

## Risultati

### Campionato

#### Girone di andata
| 1º settembre 1996 1ª giornata | Casarano | 1 – 1 | Ancona |  |

| 8 settembre 1996 2ª giornata | Ischia Isolaverde | 0 – 1 | Casarano |  |

| 15 settembre 1996 3ª giornata | Sora | 1 – 0 | Casarano |  |

| 22 settembre 1996 4ª giornata | Casarano | 2 – 1 | Lodigiani |  |

| 29 settembre 1996 5ª giornata | Juve Stabia | 5 – 1 | Casarano |  |

| 6 ottobre 1996 6ª giornata | Casarano | 3 – 1 | Ascoli |  |

| 20 ottobre 1996 7ª giornata | Fidelis Andria | 0 – 1 | Casarano |  |

| 27 ottobre 1996 8ª giornata | Casarano | 1 – 4 | Acireale |  |

| 3 novembre 1996 9ª giornata | Giulianova | 1 – 2 | Casarano |  |

| 10 novembre 1996 10ª giornata | Casarano | 1 – 1 | Savoia |  |

| 24 novembre 1996 11ª giornata | Atletico Catania | 1 – 2 | Casarano |  |

| 1º dicembre 1996 12ª giornata | Casarano | 0 – 0 | Avellino |  |

| 8 dicembre 1996 13ª giornata | Trapani | 1 – 1 | Casarano |  |

| 15 dicembre 1996 14ª giornata | Casarano | 2 – 0 | Avezzano |  |

| 22 dicembre 1996 15ª giornata | Nocerina | 0 – 0 | Casarano |  |

| 29 dicembre 1996 16ª giornata | Casarano | 0 – 3 | Fermana |  |

| 12 gennaio 1997 17ª giornata | Gualdo | 1 – 1 | Casarano |  |

#### Girone di ritorno
| 19 gennaio 1997 18ª giornata | Ancona | 1 – 0 | Casarano |  |

| 26 gennaio 1997 19ª giornata | Casarano | 0 – 0 | Ischia Isolaverde |  |

| 2 febbraio 1997 20ª giornata | Casarano | 2 – 2 | Sora |  |

| 8 febbraio 1997 21ª giornata | Lodigiani | 2 – 0 | Casarano |  |

| 16 febbraio 1997 22ª giornata | Casarano | 1 – 0 | Juve Stabia |  |

| 23 febbraio 1997 23ª giornata | Ascoli | 1 – 1 | Casarano |  |

| 2 marzo 1997 24ª giornata | Casarano | 0 – 0 | Fidelis Andria |  |

| 9 marzo 1997 25ª giornata | Acireale | 2 – 0 | Casarano |  |

| 16 marzo 1997 26ª giornata | Casarano | 0 – 0 | Giulianova |  |

| 29 marzo 1997 27ª giornata | Savoia | 2 – 1 | Casarano |  |

| 6 aprile 1997 28ª giornata | Casarano | 0 – 0 | Atletico Catania |  |

| 13 aprile 1997 29ª giornata | Avellino | 1 – 0 | Casarano |  |

| 20 aprile 1997 30ª giornata | Casarano | 3 – 0 | Trapani |  |

| 27 aprile 1997 31ª giornata | Avezzano | 2 – 0 | Casarano |  |

| 4 maggio 1997 32ª giornata | Casarano | 1 – 0 | Nocerina |  |

| 11 maggio 1997 33ª giornata | Fermana | 1 – 1 | Casarano |  |

| 18 maggio 1997 34ª giornata | Casarano | 0 – 2 | Gualdo |  |